# Narzędzia logistyczne
Narzędzie logistyczne – charakterystyka wybranych narzędzi wspomagających zadania logistyczne.
| Narzędzia | Charakterystyka | Korzyści |
| --------- | --- | --- |
| ACD       | - Automatyczne przekazywanie danych występujących w procesie logistycznym | - Zminimalizowanie biurokratyzacji i dokumentacji |
| CRM       | - Zarządzanie relacjami z klientami poprzez dobrze opracowaną strategię (za pomocą narzędzi informatycznych), nastawioną na zwiększenie zysków firmy - Wspomaga wymianę informacji, dostęp do historii kontaktów handlowych, oszczędności wydatków i czasu, integracji danych, itp. | - Budowanie długofalowych relacji z klientami - Poprawa zdolności w nawiązywaniu kontaktów handlowych i realizacji transakcji - Nowe możliwości reklamy produktowej, marketingu i serwisu - Lepsze zrozumienie potrzeb i zachowań klientów - Zminimalizowanie biurokratyzacji i dokumentacji |
| DRP       | - Planowanie zasobów dystrybucji - Pomaga w ustaleniu odpowiedniego poziomu zapasów w systemie logistyki dystrybucji | - Jeden łańcuch dostaw - Redukcja ilości zapasów - Trafniejsze prognozowanie popytu i planowanie potrzeb dystrybucyjnych |
| ERP       | - Planowanie zasobów przedsiębiorstwa - Jest to grupa ściśle powiązanych modułów, które wspierają procesy logistyczne i produkcyjne, co prowadzi w konsekwencji do usprawnienia procesów i uzyskanie większej kontroli nad działalnością                                            | - Możliwość elastycznego dostosowania się do potrzeb - Poprawia terminowość dostaw - Skraca czas powstawania wyrobu - Umożliwia przepływ informacji od klienta do producenta - Stała kontrola nad wszystkim co dzieje się we wszystkich obszarach działalności przedsiębiorstwa              |